# Винчи, Бруно
Бруно Винчи (итал. Bruno Vinci; 27 июля 1812, Лимбади — 17 сентября 1877, Никотера) — итальянский политик и общественный деятель.
Врач по образованию. В 1840—1842 гг. мэр своего родного города Лимбади. Затем поселился в Никотере, откуда была родом его жена. В 1848 г. основал в городе масонскую ложу, в которую на протяжении многих лет входили заметные горожане, в том числе художник Доменико Руссо, написавший портрет Винчи. Этот круг местных интеллектуалов настраивал население против власти Бурбонов, подготавливая высадку в регионе сил Джузеппе Гарибальди. В 1865 г. Винчи сыграл одну из ключевых ролей в передаче городской школы из церковного ведения под управление светских властей.
Депутат Палаты депутатов Королевства Италия IX—X созывов (1865—1870) от округа Тропеа.
Завещал своё состояние городу Никотера, где имя Винчи носят улица (итал. Via Bruno Vinci) и школа.